# تصادف ۷ جهان

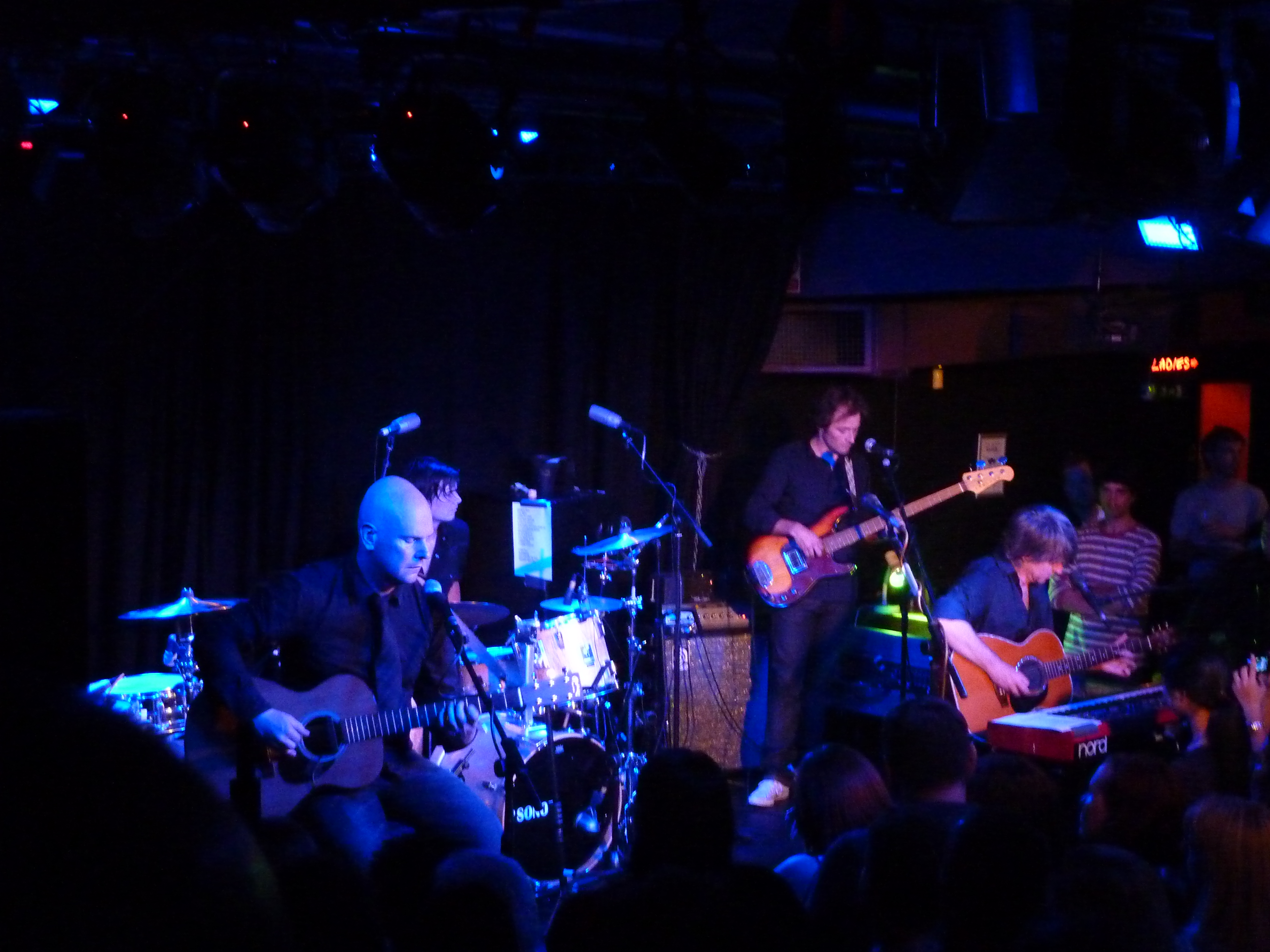
تصادف ۷ جهان در اوت ۲۰۰۹

تصادف ۷ جهان (به انگلیسی: 7 Worlds Collide) یک پروژه موسیقی توسط خواننده / ترانه‌سرای نیوزلندی، نیل فین است. این پروژه با همکاری فین و دیگر نوازندگان در حمایت از خیریه ای ساخته شد.
فین دو نسخه از ضبط مرتبط با این پروژه را منتشر کرده‌است. انتشار اولیه پروژه، آلبومی زنده در سال ۲۰۰۱ بود که اعتبار «نیل فین و دوستان» به آن داده شد و به نام «تصادف ۷ جهان» نامگذاری شد. ضبط دوم با نام خورشید بیرون آمد در اوت ۲۰۰۹ منتشر شد.
عنوان پروژه از بیتِ" هفت دنیا برهم خواهد خورد / هر آن زمان که من طرف شما باشم" از تک آهنگ "خانه شلوغ" از گروه دیستنت سان سال ۱۹۹۳ مشتق شده‌است.

## نسخه زنده ۲۰۰۱
اولین نسخه آلبوم تصادف ۷ جهان، با همان نام در سال ۲۰۰۱ منتشر شد و ضبطی زنده از مجموعه ای از پنج نمایش در تئاتر سنت جیمز در اوکلند، نیوزیلند بود که از ۲ آوریل ۲۰۰۱ تا ۶ آوریل ۲۰۰۱ به طول انجامیده بود. آلبوم تحت اعتبار «نیل فین و دوستان» منتشر؛ مهمانان قابل توجه در گروه فین شامل ادی ودر، جانی مار، اد اوبراین، تیم فن، سباستین استینبرگ، فیل سلوی، لیزا ژرمنو و بِچادوپا (شامل پسر نیل، لیام فین) بودند.

## نسخه دوم ۲۰۰۸/۹
در دسامبر ۲۰۰۸، آلبوم تصادف ۷ جهان در اوکلند، نیوزیلند، به صورت یک آلبوم استودیویی برای خیریه برای آکسفام بازسازی شد. آلبوم بیش از سه هفته در فستیوال استودیوهای راندهد ضبط شد و تمام قطعات پروژه از ابتدا و با سازوکار جدید و تیم آوازی و ترانه گویی جدید در میان گروه‌ها ساخته شد. بسیاری از تیم آهنگسازان اصلی به همراه تعداد جدیدی از آهنگسازان از جمله جف توئیدی، گلن گُچ، جان استیرات و پت سانسون از ویلکو، خواننده و ترانه‌نویس اسکاتلندی کی‌تی تانستال، آهنگسازان نیوزیلندی دان مک‌گلاشان و بیک رانگا، و پسر فین، الروی فین در پروژه مشغول شدند.
در طول ضبط آلبوم، این گروه در ماه ژانویه ۲۰۰۹ سه بار در اوکلند کنسرت خود را تمدید کردند که در هربار بلیط‌ها کامل فروش رفتند.
آلبوم با نام خورشید بیرون آمد در تاریخ ۳۱ اوت ۲۰۰۹ منتشر شد. همچنین فیلم مستندی در مورد سه هفته ضبط و نمایش زنده، با همان عنوانِ خورشید بیرون آمد در سال ۲۰۱۰ منتشر شد. یک ویدیو کنسرت جمع‌آوری شده از سه کنسرت، تصادف ۷ جهان: زنده در پاوراستیشن، در فوریه ۲۰۱۹ منتشر شد.